# Grünhäuser Herrenberg

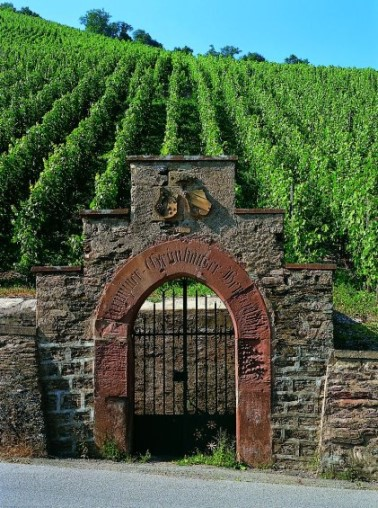
Eingangstor Maximin Grünhäuser Herrenberg

Der Grünhäuser Herrenberg ist eine der drei Weinbergslagen des Weinguts Maximin Grünhaus in Mertesdorf im Landkreis Trier-Saarburg (Rheinland-Pfalz).
Neben dem Herrenberg gibt es noch die Einzellagen Grünhäuser Bruderberg und Grünhäuser Abtsberg.
Sie alle unterscheiden sich durch Bodenart, Hangneigung und Mikroklima.
Der Herrenberg dehnt sich auf insgesamt 19 ha aus. Hier dominiert der rote Devonschiefer, der zu tiefgründigen Böden mit guter Wasserführung verwittert ist. Die Weine des Herrenbergs zeigen schon früh Frucht und Körper und bestechen ebenfalls durch außerordentliche Entwicklungsfähigkeit.
Die Katasterbezeichnung des Distriktes am Südhang des Grüneberges lautet Im Viertelberg. Die Familie von Karl Marx hatte im 19. Jahrhundert hier Weinberge.